# Dildarnagar Fatehpur Bazar
Dildarnagar Fatehpur Bazar es  un pueblo y nagar Panchayat situado en el distrito de Ghazipur en el estado de Uttar Pradesh (India). Su población es de 12855 habitantes (2011). 

## Demografía
Según el  censo de 2011 la población de Dildarnagar Fatehpur Bazar era de 12855 habitantes, de los cuales 6721 eran hombres y 6134 eran mujeres. Dildarnagar Fatehpur Bazar tiene una tasa media de alfabetización del 87,48%, superior a la media estatal del 67,68%: la alfabetización masculina es del 93,32%, y la alfabetización femenina del 71,10%.